# Velsdorf
Velsdorf ist ein Ortsteil der Gemeinde Calvörde im Landkreis Börde in Sachsen-Anhalt.

## Geografie
Velsdorf liegt ca. 4 km nordwestlich vom Flecken Calvörde im Naturpark Drömling am Mittellandkanal.
Im Osten liegt der Isernhagen, im Norden der Beneberg und im Süden der Lauseberg.

## Geschichte

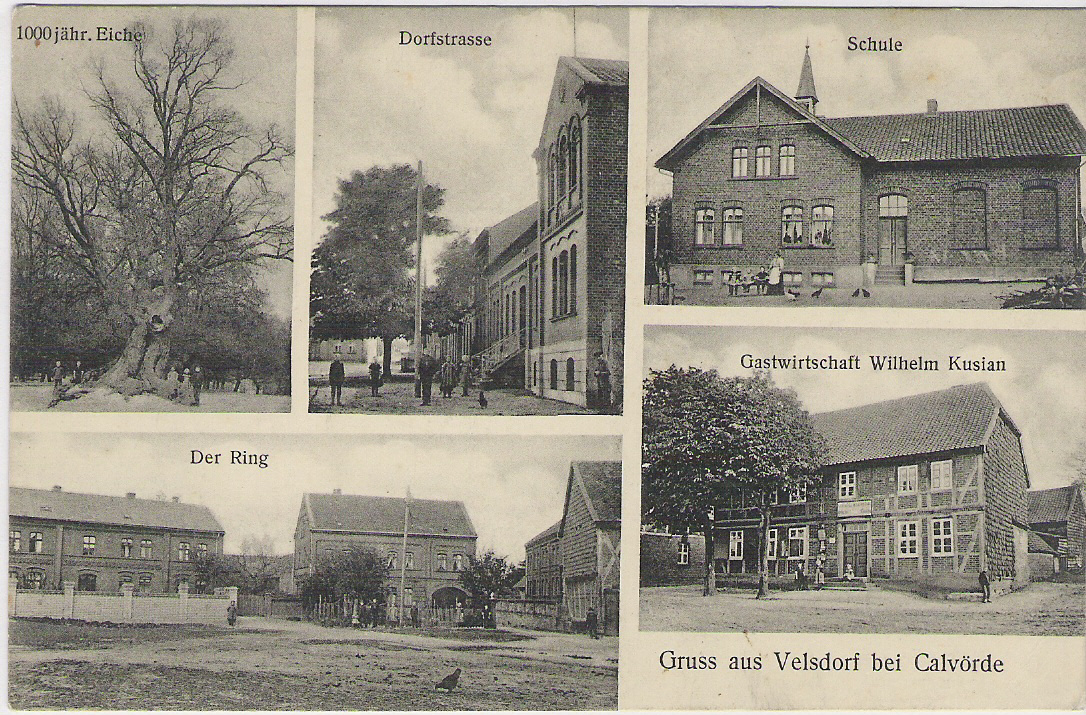
Velsdorf 1917

Der Ort Velsdorf wurde in einer Verkaufsurkunde 1471 erstmals urkundlich erwähnt. Das auf der Nordseite von Calvörde hinter dem Waldgebiet Isernhagen gelegene Dorf ist zwar deutschen Ursprungs, aber im 11. Jahrhundert mit der Umgebung von wendischen Einwohnern besetzt. Der Ort wurde im Verlauf des 12. und 13. Jahrhunderts wüst und ab 1500 der Burg Calvörde zugehörig. Das Dorf ist durch die rundlingsähnliche Anordnung der großen Bauernhöfe geprägt, die auf wendischen Ursprung schließen lassen. Im 18. Jahrhundert hatte Velsdorf eine Schule erhalten.

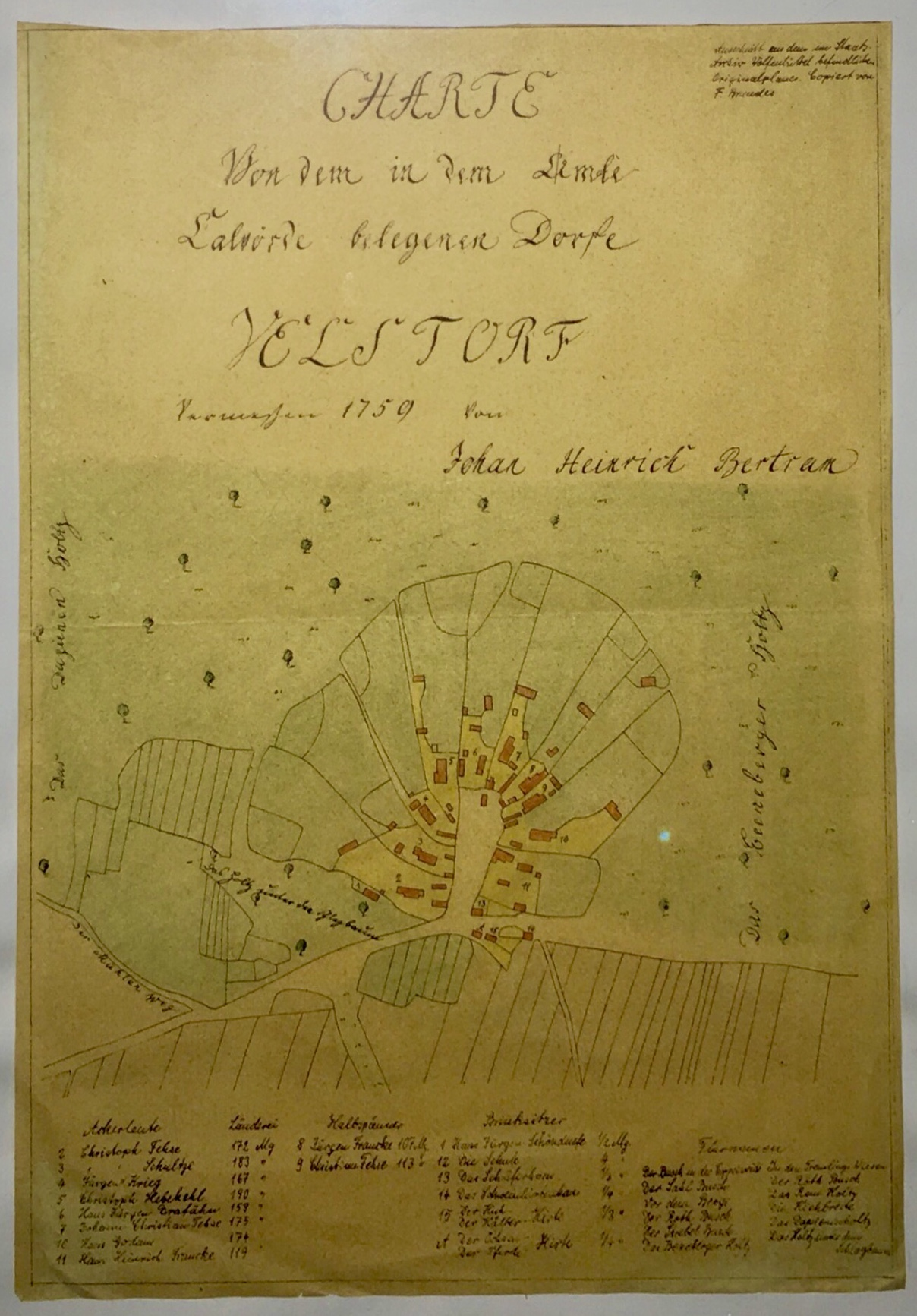
Ortskern von Velsdorf 1792

Historisch ist Velsdorf mit dem Flecken Calvörde verbunden, als Exklave des Fürstentums Braunschweig-Wolfenbüttel.
Am 1. Januar 2010 schlossen sich die bis dahin selbstständigen Gemeinden Velsdorf, Berenbrock (mit Elsebeck und Lössewitz), Dorst, Grauingen, Klüden, Mannhausen, Wegenstedt und Zobbenitz mit dem Flecken Calvörde zur neuen Gemeinde Calvörde zusammen.

### Historische Flurnamen
Auf der Gemarkung von Velsdorf sind zahlreiche historische Flurnamen überliefert, wie: Ohrewiesen, Das Dupienen Holz, Hinter der Schule, Der Röthebusch, Am Stragel, Vor dem Isernhagen, Auf dem Hasenberge, An den Calvörder Bergen, Am Saalberge, Wolpern Kirche, An der Wolpern Kirche.

## Politik

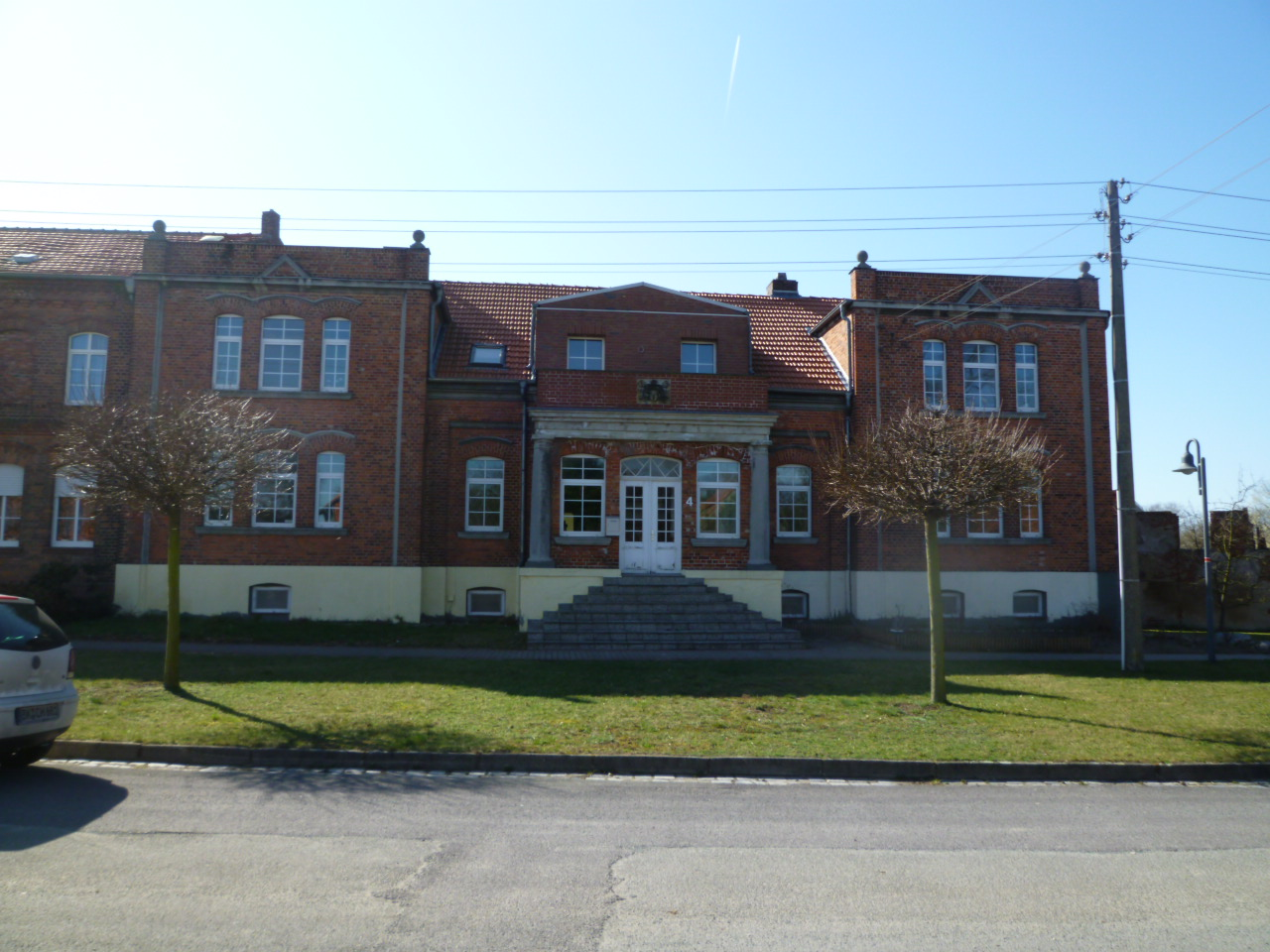
Wohnhaus, Im Dorf 4

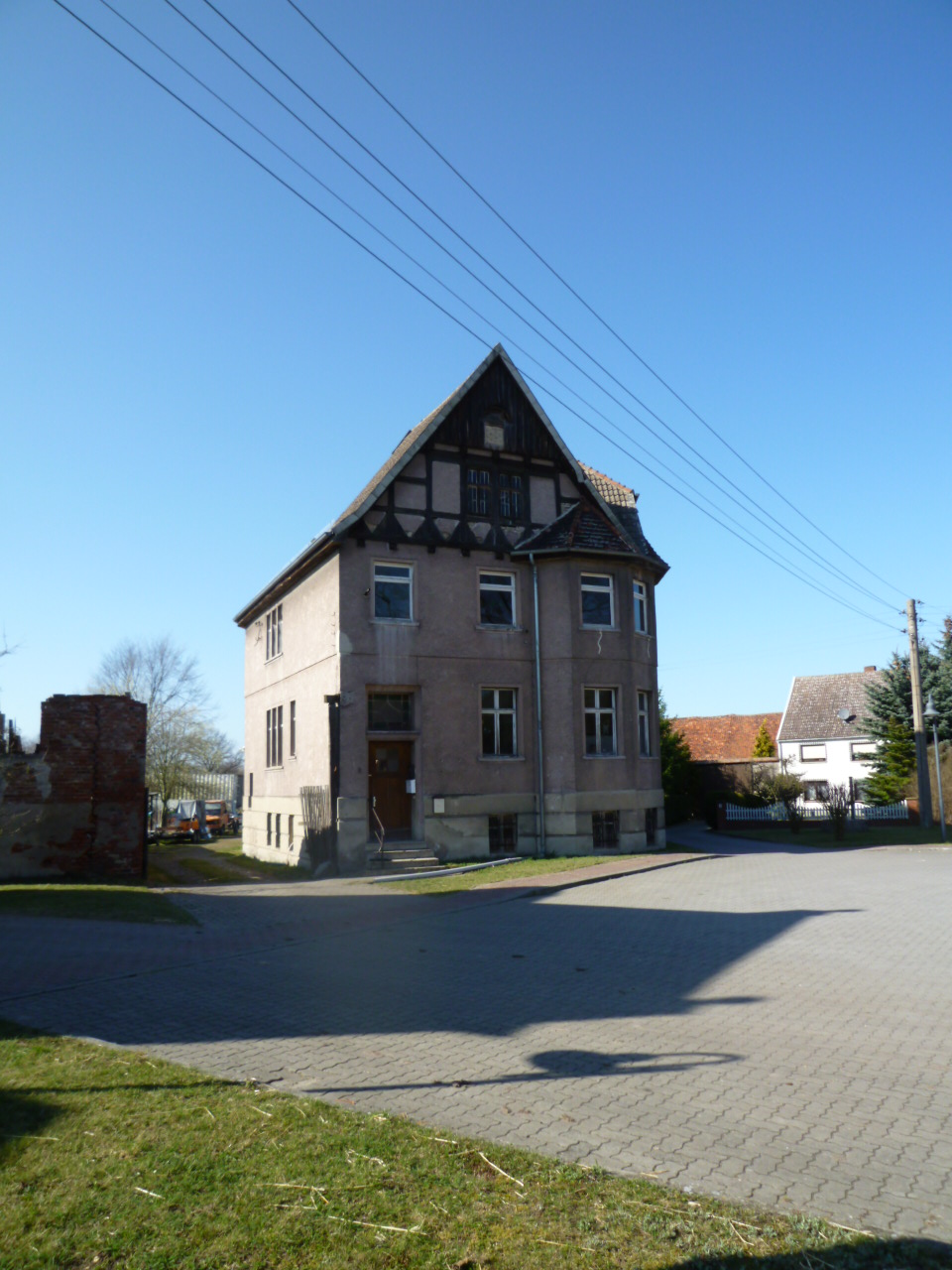
Wohnhaus, Im Dorf 5

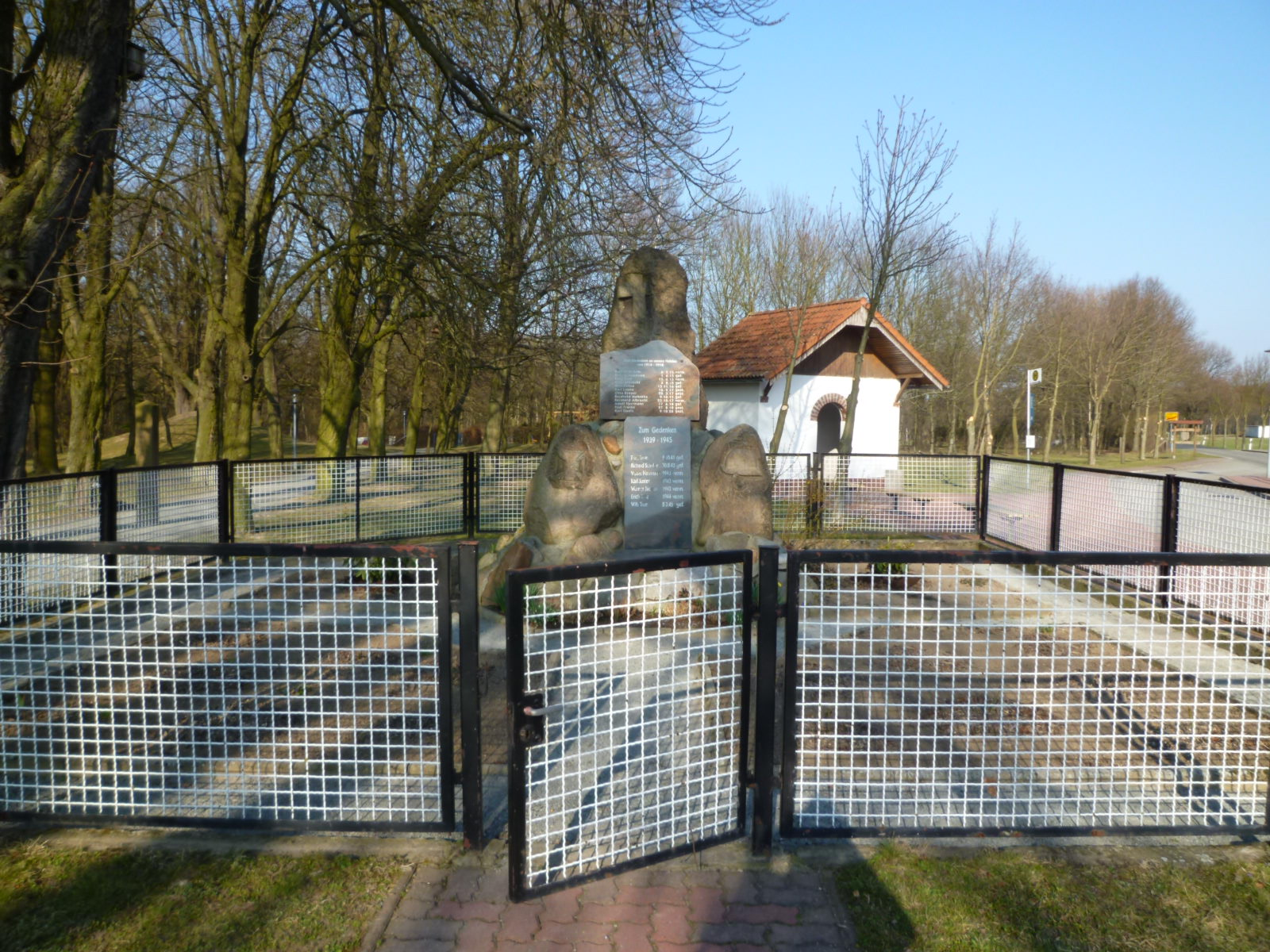
Kriegerdenkmal an der Calvörder Straße

### Bürgermeister
Der letzte Bürgermeister der Gemeinde Velsdorf war Dirk Schmidt.

### Wappen
Das Wappen wurde am 10. Januar 1996 durch das Regierungspräsidium Magdeburg genehmigt.
Blasonierung: „Gespalten von Silber und Grün; darin ein bewurzelter Baumstumpf in verwechselten Farben mit zwei grünen Eichenblättern.“
Velsdorf führte bisher ein nicht genehmigtes Bildsiegel, das einen Baumstumpf zeigt. Mit diesem Bild nimmt die Gemeinde Bezug auf die in der Ortsgemarkung bzw. im unmittelbaren Umfeld stehenden Eichen (Stieleichen), die zum Teil mehrere hundert Jahre alt und für die Flora der Region prägnant sind. Es wird davon ausgegangen, dass der Ort, der seine Gründung auf slawisch ethnische Gruppen zurückführt, einst durch Rodung der mächtigen Eichenwälder entstanden ist, die im Frühmittelalter als geschlossene Waldflächen existierten. Der Eichenstumpf im Wappen soll auch das ausdrücken.
Das Wappen wurde vom Kommunalheraldiker Jörg Mantzsch gestaltet.

### Flagge
Die Flagge ist Grün – Weiß gestreift und mittig mit dem Gemeindewappen belegt.

## Wirtschaft und Infrastruktur

### Verkehr
Zur Bundesstraße 188 die Wolfsburg mit Stendal verbindet, sind es in nördlicher Richtung ca. 18 km. Das Dorf ist außerdem durch die beiden Kreisstraßen 1651 und 1138 angeschlossen.
Weiterhin führt seit 1937 der Mittellandkanal durch das Territorium des Ortsteils. An der Lände Velsdorf findet kein Güterumschlag statt; die nächstgelegene Ladestelle befindet sich in drei Kilometer Entfernung in Calvörde.

## Sehenswürdigkeiten und Bauwerke

### Sehenswürdigkeiten
Zu den Sehenswürdigkeiten in Vesldorf zählt das Kriegerdenkmal in Velsdorf und der Wegweiser bei Velsdorf am Ende der Wegenstedter Straße.

### Bauwerke
Die Gaststätte Isernhagen war schon immer kultureller Mittelpunkt des Orts und ist heute ein denkmalgeschütztes Bauwerk und zugleich das Dorfgemeinschaftshaus.

### Naturdenkmal
Als Naturdenkmal ist der alte Eichenbestand am Sportplatz ausgeschildert.